# Ruan Lingyu
Ruan Lingyu (kinesisk: 阮玲玉, pinyin: Ruǎn Língyù, med slægtshjemstavn i Xiangshan i Guangdong men født i Shanghai 26. april 1910 som Ruan Fenggeng 阮凤根, skolenavn Ruan Yuying 阮玉英, selvmord 8. marts 1935) var en af de største kinesiske stumfilmstjerner i slutningen af 1920'erne og i begyndelsen af 1930'erne. Hun spillede i 29 stumfilm, både for filmselskabet Mingxing og for filmselskabet Lianhua. 
Hun har fået tilnavnet "Kinas Greta Garbo".

## Tabte og genfundne film
Mange af filmene med Ruan Lingyu er senere gået tabt eller findes kun i beskadigede kopier. En fuldstændig rulle af Love and Duty, som man troede var gået tabt, blev fundet i 1990'erne i Uruguay.

## Ufuldstændig filmografi
- Xin nüxing (New Women/Ny kvinde) (1934)
- Shennü (Goddess/Gudinde) (1934)
- San ge modeng nüxing (Three Modern Women/Tre moderne kvinder) (1933)
- Xiao wanyi (Little Toys/Småt legetøj) (1933)
- Xu gudu chunmeng (Reminiscence of Peking/Mider om Beijing) (1932)
- Lianai yu yiwu (Love and Duty/Kærlighed og pligt) (1931)
- Taohua qixueji (Peach Blossom Bleeds Tears of Blood/Ferskernblomster bløder tårer af blod) (1931)
- Yijian mei (1931)
- Yecao xianhua (Wild Flowers by the Road/Vilde blomster ved vejen) (1930)
- Zisha hetong (Suicide Contract/Selvmordskontrakt) (1929)
- Jiehou guhong (1929)
- Qingyu baojian (1929)
- Bayun Ta (White Cloud Pagoda/Den hvide skys pagode) (1928)
- Guaming de fuqi (The Couple in Name/Par ved navn) (1927)